# Roger Schmidt
Roger Schmidt (Kierspe, 13 maart 1967) is een Duits voetbaltrainer en voormalig voetballer. In augustus 2024 werd hij ontslagen als trainer van Benfica.

## Trainerscarrière
Schmidt werd na zijn carrière als voetballer direct trainer bij de club waar hij als laatste speelde, Delbrücker SC. Hiermee was hij in zijn laatste actieve jaar gepromoveerd naar de Oberliga Westfalen. De club en hij behielden zich onder zijn leiding in de volgende seizoenen op dat niveau door op de twaalfde en negende plaats te eindigen.
Schmidt werd in juli 2007 aangesteld bij SC Preußen Münster. Hiermee werd hij in zijn eerste seizoen kampioen in de Oberliga Westfalen, goed voor plaatsing voor de Regionalliga West. Daarnaast won hij met Preußen Münster dat jaar zowel de Verbandspokal als de Kreispokal. Zijn ploeg eindigde in 2008/09 als vierde in de Regionalliga West. Hij werd op 21 maart 2010 ontslagen vanwege tegenvallende resultaten.
Schmidt werd op 1 juli 2011 coach van SC Paderborn 07, de nummer twaalf van de 2. Bundesliga in het voorgaande seizoen en de tweede club waarvoor hij zelf ook voetbalde. Hij bracht de ploeg in 2011/12 naar de vijfde plaats in de eindstand. Hij verliet de club na een jaar om bij Red Bull Salzburg de eerder opgestapte Ricardo Moniz op te volgen. Hier kreeg hij voor het eerst de leiding over een club op het hoogste niveau, de Oostenrijkse Bundesliga . Schmidt bracht Salzburg in 2012/13 naar de tweede plaats en werd in 2013/14 voor het eerst in zijn carrière landskampioen. Zijn team eindigde dat jaar met achttien punten voorsprong op nummer twee Rapid Wien en een doelsaldo van +75. Schmidt won dat jaar met Salzburg ook de Beker van Oostenrijk.
Schmidt trad in juli 2014 in dienst als hoofdcoach bij Bayer Leverkusen. Dat had zich in het voorgaande seizoen geplaatst voor de play-offs voor de UEFA Champions League. Nadat zijn spelers daarin van FC Kopenhagen wonnen, coachte Schmidt dat jaar voor het eerst een team in het hoofdtoernooi van de Champions League. Leverkusen werd onder zijn leiding tweede in een poule met AS Monaco, Zenit Sint-Petersburg en Benfica. Zijn team verloor in de achtste finale na een beslissende strafschoppenreeks van Atlético Madrid. Schmidts Leverkusen eindigde in de seizoenen 2014/15 en 2015/16 op de vierde en derde plaats in de Bundesliga. Zodoende stond zijn ploeg ook in de daaropvolgende seizoenen in de Champions League. Leverkusen kwam ook in 2016/17 tot de achtste finales. Schmidt werd in maart 2017 ontslagen. Leverkusen stond op dat moment negende in de Bundesliga.
Drie maanden later maakte Beijing Guoan bekend dat Schmidt de nieuwe trainer werd van de Chinese club. Hij tekende een contract tot het einde van het kalenderjaar 2019. Hij won in 2018 de Beker van China met deze club. In juli 2019 verliet hij Beijing Guoan.
PSV maakte op 11 maart 2020 bekend dat Schmidt met ingang van het seizoen 2020/21 zou aantreden als trainer van de Eindhovense club. Hij tekende hier een tweejarig contract. Hij werd bij PSV de eerste buitenlandse trainer sinds Eric Gerets in seizoen 2001/02 en na Kurt Linder (1968-1972) de tweede Duitse ooit. Hij won met PSV op 7 augustus 2021 de Johan Cruijff Schaal 2021. In februari 2022 maakte Schmidt bekend dat hij zijn contract niet ging verlengen bij PSV en aan het eind van het seizoen 2021/22 zou vertrekken.Op zondag 17 april 2022 won hij met PSV de KNVB Beker door in de finale aartsrivaal Ajax met 2-1 te verslaan.
Met ingang van seizoen 2022/23 werd hij trainer van Benfica. Bij deze club verloor hij voor het eerst in zijn negenentwintigste wedstrijd. In maart 2023 werd zijn contract opengebroken en met twee seizoenen verlengd tot medio 2028. Hij behaalde het kampioenschap met Benfica en werd na het seizoen verkozen tot Trainer van het jaar. In augustus 2024 werd Schmidt na een tegenvallende seizoensstart ontslagen.

## Erelijst
| Competitie                           | Aantal            | Jaren             |
| Red Bull Salzburg                    | Red Bull Salzburg | Red Bull Salzburg |
| ------------------------------------ | ----------------- | ----------------- |
| Bundesliga                           | 1                 | 2013/14           |
| ÖFB-Cup                              | 1                 | 2013/14           |
| Beijing Guoan                        |                   |                   |
| CFA Cup                              | 1                 | 2018              |
| PSV                                  |                   |                   |
| Johan Cruijff Schaal                 | 1                 | 2021              |
| KNVB Beker                           | 1                 | 2021/22           |
| Benfica                              |                   |                   |
| Primeira Liga                        | 1                 | 2022/23           |
| Individueel                          |                   |                   |
| Primeira Liga – Trainer van het jaar | 1                 | 2022/23           |

## Privé
Schmidt is gehuwd en heeft een zoon en een dochter. Hij heeft minimaal drie broers. Na het behalen van zijn Abitur volgde hij een opleiding voor metaalbewerker. Tijdens die opleiding en tijdens zijn actieve spelersloopbaan studeerde hij werktuigbouwkunde aan de Universiteit Paderborn, daarna werkte hij acht jaar lang als ingenieur.